# Lathrolestes kulingensis
Lathrolestes kulingensis là một loài tò vò trong họ Ichneumonidae.